# Jean Castex
Jean Castex (Vic-Fezensac, 25 giugno 1965) è un funzionario e politico francese, primo ministro della Francia dal 3 luglio 2020 al 16 maggio 2022.
Membro dell'Unione per un Movimento Popolare (UMP) e in seguito dei Repubblicani (LR), è stato sindaco di Prades (nei Pirenei Orientali) dal 2008 al 2020, Vicesegretario generale della Presidenza della Repubblica dal 2011 al 2012, consigliere regionale della Linguadoca-Rossiglione dal 2010 al 2015 e consigliere dipartimentale dei Pirenei orientali dal 2015 al 2020.
Nel 2017 è stato responsabile della supervisione dell'organizzazione dei Giochi olimpici e paralimpici di Parigi 2024 per conto dello Stato come delegato interministeriale, quindi è stato nominato presidente della nuova struttura ombrello per lo sport francese di alto livello, l'Agence nationale du sport. Nel 2020 è stato responsabile del coordinamento dell'uscita graduale dal confinamento messo in atto nel contesto della pandemia di COVID-19.
Castex, che parla un fluente catalano, è considerato un difensore dell'identità catalana nel Sud della Francia e in altre regioni sensibili.

## Biografia
Nato a Vic-Fezensac, Castex ha studiato a Sciences Po e si è laureato nel 1986. Successivamente ha studiato all'École nationale d'administration (classe Victor Hugo del 1991), diventando poi funzionario presso la Corte dei conti.

## Carriera politica
Castex è sindaco di Prades, nei Pirenei orientali dal 2008. È stato vice segretario generale del Presidente tra il 2011 e il 2012, consigliere regionale della Linguadoca-Rossiglione dal 2010 al 2015, ed è stato consigliere di dipartimento dei Pirenei-Orientales dal 2015. A settembre 2017 è stato nominato delegato interdipartimentale alle Olimpiadi e alle Paralimpiadi del 2024; è stato anche nominato Presidente dell'Agenzia Nazionale dello Sport. 
È stato membro dei Repubblicani fino all'inizio del 2020; è visto come un conservatore sociale all'interno del partito. 
Il 2 aprile 2020 è stato nominato coordinatore per l'eliminazione del confinamento attuato in Francia durante la pandemia di COVID-19, nomina che gli ha conferito il soprannome di Monsieur déconfinement (Signor Deconfinamento).

### Primo ministro (2020-2022)
Dopo le dimissioni del Primo ministro Édouard Philippe, con cui aveva lavorato strettamente a fianco nelle settimane del contrasto alla pandemia il 3 luglio 2020 Castex è stato nominato primo ministro dal presidente Emmanuel Macron.

## Vita privata
Castex è sposato con Sandra Ribelaygue. La coppia ha quattro figlie.